# Chokier
Chokier (en wallon Tchôkire) est une section de la commune belge de Flémalle située en Région wallonne dans la province de Liège. C'était une commune à part entière avant sa fusion avec Flémalle-Haute le 26 mars 1969.

## Démographie
- Sources : INS, Rem. : 1831 jusqu'en 1970 = recensements, 1976 = nombre d'habitants au 31 décembre.

## Patrimoine et culture

### Patrimoine architectural
- Château de Chokier

## Galerie

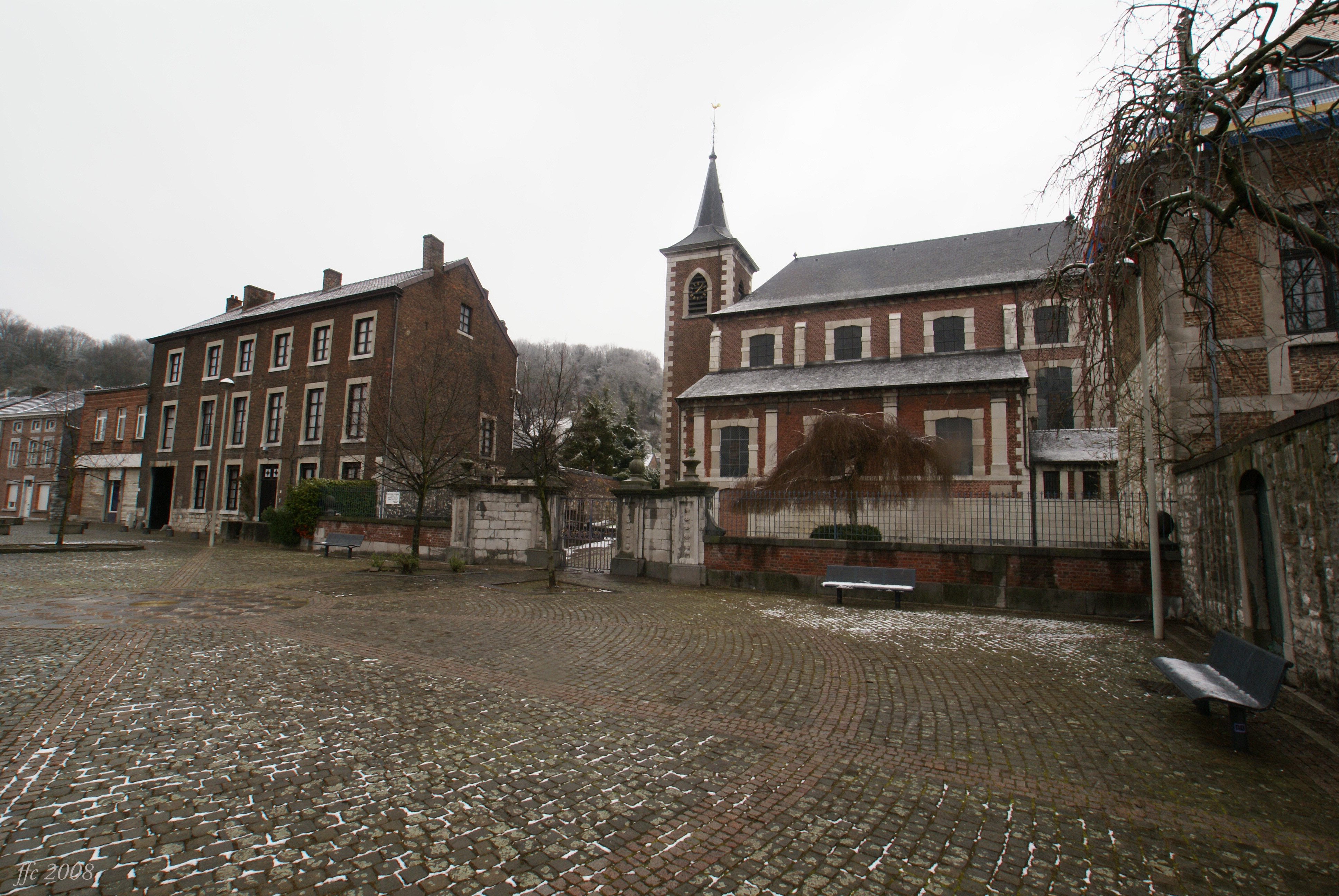
La place et l’église de Marcellin.
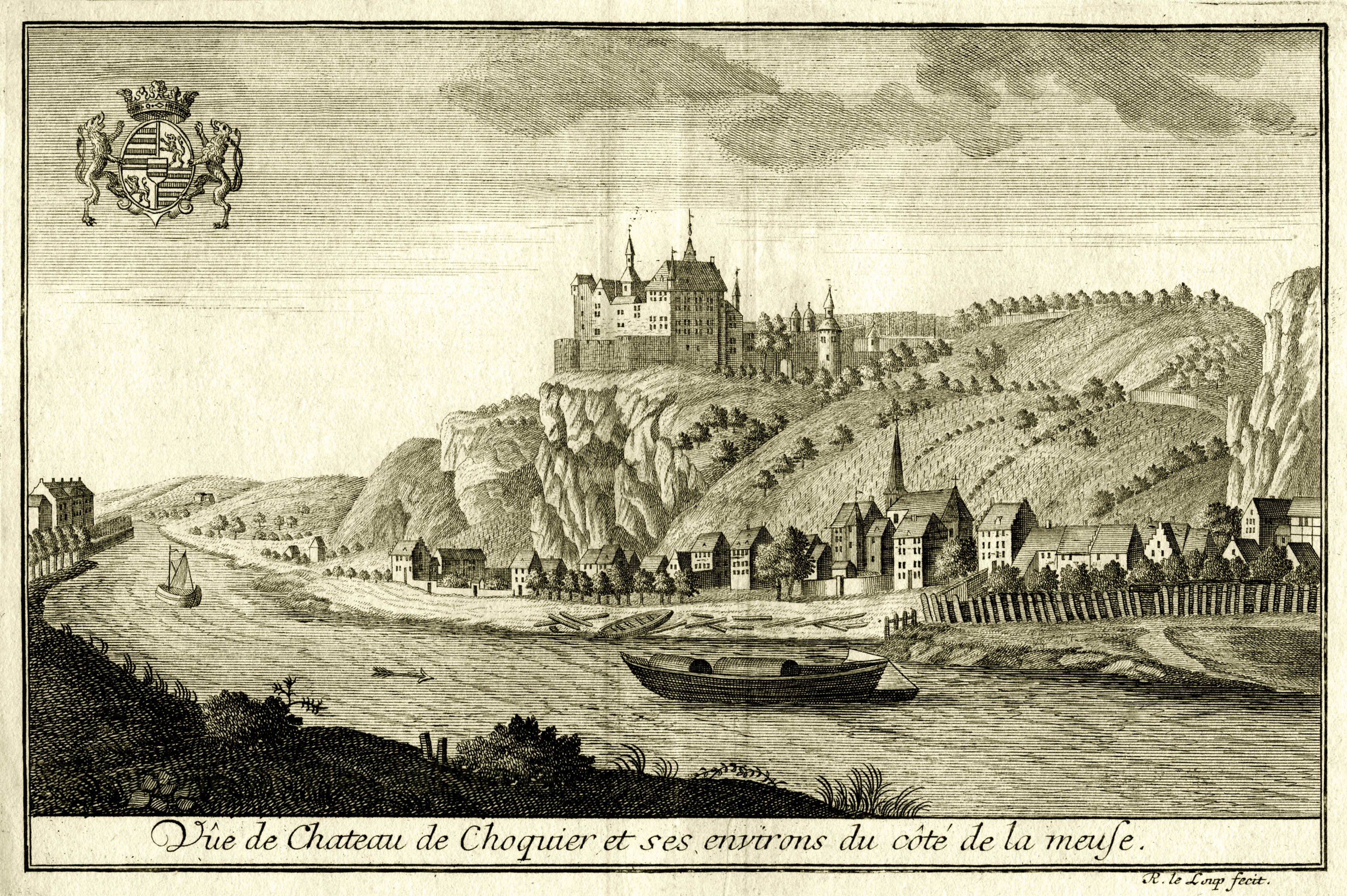
Vue du château de Chokier et ses environs du côté de la Meuse, par Remacle Le Loup (1738).